# ميشال الكيك
ميشال الكيك هو صحفي لبناني ورئيس تحرير الأخبار في قناة فرانس 24 باللغة العربية ومدير سابق لمكتب قناة الجزيرة في باريس.